# Quiz a premi
Quiz a premi (People Are Bunny) è un film del 1959 diretto da Robert McKimson. È un cortometraggio animato della serie Merrie Melodies, prodotto dalla Warner Bros. e uscito negli Stati Uniti il 19 dicembre 1959. Il film ha come protagonisti Bugs Bunny e Daffy Duck, e si presenta come una parodia sugli show a premi americani degli anni cinquanta, in cui i concorrenti dovevano prestarsi a diverse "esibizioni" per vincere del denaro.

## Trama
Mentre guarda la TV, Daffy Duck è eccitato da uno spettacolo di caccia chiamato L'ora dello sportivo che offre un premio di mille dollari a chi porterà il primo coniglio allo Studio X della rete televisiva QTTV.
Condotto Bugs alla stazione televisiva minacciandolo con un fucile, Daffy vede una sfilata di premi che esce da uno studio televisivo, e scoprono che quello è lo studio del programma People Are Phoney con Art Lamplighter. Prima di correre in studio, Daffy blocca Bugs dentro una cabina telefonica, nella quale il coniglio riceve una chiamata da un presentatore che gli dice che, se risponderà correttamente a una domanda, vincerà un jackpot. Bugs risponde alla domanda e la fessura di restituzione monetaria della cabina eroga il jackpot.
Nel frattempo, Daffy appare come concorrente nel programma Botte e risposte, dove il suo compito è quello di aiutare una vecchietta ad attraversare la strada. La cosa gli si ritorce in fretta quando la vecchia signora inizia a martellargli la testa con il suo ombrello e quando egli stesso viene investito da una motocicletta.
Innervosito, Daffy torna alla cabina telefonica, dove Bugs sta contando i soldi che ha vinto. Bugs simula poi il suono di un telefono che squilla, e fa credere a Daffy che sia un'altra telefonata e che vogliono un altro concorrente. Daffy afferra la "cornetta" - ora un candelotto di dinamite - e gli esplode tra le mani mentre Bugs si allontana.
In cerca di Bugs, Daffy chiede a un usciere dello studio - in realtà Bugs sotto mentite spoglie - se ha visto un coniglio. Bugs lo indirizza a una porta, e Daffy entra nello studio dove è in onda lo show Il massacro degli Indiani a Burton's Bend.
Alla fine, Bugs si traveste da produttore e dice a Daffy che sta cercando un concorrente per lo show Costume Party, e lo inganna facendogli indossare un costume da coniglio. Lo spettacolo in cui viene mandato Daffy è in realtà L'ora dello sportivo, proprio quello in cui Daffy intendeva portare Bugs. Facendo credere che Daffy sia un coniglio, Bugs incassa il premio di mille dollari. Dopo essersi tolto il costume, Daffy rivela di essere un'anatra, ma la cosa gli si ritorce contro, perché riceve gli spari dai cacciatori, essendo la stagione di caccia all'anatra.

## Distribuzione

### VHS
Il cortometraggio è incluso in una delle VHS del 1989 Cartoon Show dalla serie Merrie Melodies e Looney Tunes, e in Carota Party - Bugs Bunny & Titti: Carote e piume.

### DVD
Il cortometraggio è incluso nel DVD Looney Tunes Superstars: Daffy Duck - Un papero fallito, convertito in formato widescreen.